# Kosoto gari
Kosoto Gari (小外刈) é um dos 40 nage waza originais de Judo como desenvolvido por Jigoro Kano. Pertence ao segundo grupo, Dai nikyo, da lista de projeções tradicionais, Gokyo (no waza), de Kodokan Judo. Também faz parte das atuais 67 Projeções de Judo Kodokan . É classificado como uma técnica de pé, Ashi waza. O Soto Gama de Danzan-ryū é uma variante de Kosoto Gari.